# Sistema armonizzato
Il sistema armonizzato (in inglese Harmonized Commodity Description and Coding System, o semplicemente Harmonized System, abbreviato in HS) è un sistema internazionale standardizzato di nomenclatura delle tariffe doganali, che classifica ogni singolo prodotto attraverso l'uso di una serie di numeri.
L'armonizzazione è gestita dall'Organizzazione Mondiale delle Dogane (World Customs Organization, WCO), un'organizzazione a carattere sovranazionale con oltre 170 stati membri e sede a Bruxelles in Belgio.
Tale numerazione viene usata negli scambi commerciali tra le nazioni, sia nelle esportazioni che nelle importazioni, per consentire una chiara e rapida identificazione delle merci movimentate.

## La classificazione
Il sistema armonizzato (HS) è diviso in sezioni e capitoli ordinati per tipologia di merce (es. la Sezione I riguarda gli animali vivi, la Sezione II i prodotti del regno vegetale, fino alla Sezione XX relativa ai prodotti diversi non classificati altrove e alla Sezione XXI che tratta delle opere d'arte).
Le classificazioni di base, armonizzate a livello globale, sono contenute nelle prime 6 cifre del codice e ogni stato (o unione di stati) può suddividere ulteriormente le merci comprese in queste voci, perciò dalla settima cifra in poi le varie tariffe doganali possono differire tra loro.
Usando questo metodo di classificazione si risulta che, ad esempio, il codice doganale "HTS 620462" indica, in tutto il mondo, i pantaloni lunghi, i pantaloncini e le salopette di cotone per donna. Nella TARIC europea troveremo invece separatamente classificati i tre capi ed anche altre loro caratteristiche (se da lavoro, se di velluto, di jeans, se fatti a mano ecc.). Ciò nonostante, ognuno di questi codici di 10 cifre inizierà con la con il codice comune armonizzato "620462** **".
Si parla poi di "tariffa doganale comunitaria" (TARIC) per la tariffa doganale applicata nell'Unione europea dal 1987. I codici TARIC sono composti da 10 cifre e si basano sulla nomenclatura del Sistema Armonizzato (HS) stabilito dalla omonima convenzione internazionale. Essi comprendono, oltre alle aliquote dei dazi applicabili alle importazioni dai paesi terzi, i dazi preferenziali applicabili alle merci originarie dei paesi ai quali l'Unione europea ha concesso un trattamento particolare e tutta una serie di altre misure specifiche (sospensioni temporanee dei dazi, contingenti, massimali, ecc.).
L'Agenzia delle dogane e dei monopoli italiana cura un sito detto AIDA, Tariffa doganale d'uso Integrata, che fornisce i dati ufficiali, storici, attuali e previsti, per i codici TARIC.